# Benns Church
Benns Church è un census-designated place (CDP) degli Stati Uniti d'America, situato nello stato della Virginia, nella contea di Isle of Wight. Secondo il censimento del 2020 gli abitanti di Benns Church ammontavano a 1453. La comunità prende il nome dalla chiesa che fu fondata lì da George Benn nel 1789. 